# Saló Nàutic Internacional de Barcelona
El Saló Nàutic Internacional de Barcelona és un certamen firal que se celebra al recinte de Fira de Barcelona cada any des de 1963. El fundador del saló, i president durant quinze anys, fou Joan Antoni Samaranch i Torelló. El saló fou membre fundador des de 1963 de la International Federation Boat Show Organizers (IFBSO). Té tarannà professional i se celebra anualment. Exposa les innovacions del sector industrial nàutic de múltiples països, amb exposició de tota mena d'embarcacions amb projecció internacional. El 1987 va rebre la Creu de Sant Jordi.
En l'edició de 2006 va rebre un total de 178.000 visitants. L'edició de 2010 va comptar amb 354 expositors, 37.500 metres quadrats de superfície i uns 120.000 visitants. Les xifres de l'edició de 2014 van veure's davallades en comparació amb les de 2010: va comptar amb un total de 250 expositors, a prop de 650 embarcacions i 54.000 visitants. No obstant, amb el certamen celebrat el 2017 les xifres van tornar a ascendir amb la presència de 275 expositors i 56.000 visitants.Per acabar, aquest 2018 les xifres es mantenen bastant similars a les de l'any anterior i a poc a poc sembla que el sector s'està recuperant: ha reunit 275 expositors, més de 56.000 visitants i 700 baixells (171 a l'aigua).